# Cavalcante
Cavalcante là một đô thị thuộc bang Goiás, Brasil. Đô thị này có diện tích 6953,646 km², dân số năm 2007 là 9881 người, mật độ 1,4 người/km².